# Rachael Ancheril
Rachael Ancheril (Toronto, 8 dicembre ...) è un'attrice canadese, nota per aver interpretato il ruolo di Marlo Cruz , nella serie televisiva Rookie Blue, e di D. Nhan, nella serie televisiva Star Trek: Discovery.

## Biografia
Un incidente la porta a cimentarsi nella carriera di attrice, in cui si concentrerà completamente negli anni a venire. Rachael Ancheril esordisce quindi cinematograficamente nel 2005, prendendo parte in ruoli secondari ai film Tough Love, diretto da Frank A. Caruso, e American soldiers - Un giorno in Iraq (merican Soldiers), diretto da Sidney J. Furie.
Nel 2013 impersona Terri Price, in due episodi della prima stagione della serie televisiva Played. Tra il 2013 e il 2015 interpreta il ruolo ricorrente di Marlo Cruz, un'agente di polizia affetta da disturbo bipolare, in 22 episodi tra la quarta e la sesta stagione della serie televisiva Rookie Blue. Nel 2014 interpreta un ruolo nel cortometraggio Siren, diretto da Alex Clark, e il personaggio di Lisa Younghusband in un episodio della serie Republic of Doyle.
Nel 2015 è Fiona in due episodi della miniserie televisiva Heroes Reborn. Nel 2016 ha un ruolo secondario nel film Special Correspondents, scritto, diretto e interpretato da Ricky Gervais assieme ad Eric Bana. Lo stesso anno riveste il ruolo ricorrente di Alesha Foley, in dieci episodi della seconda stagione della serie The Art of More,  che vede protagonisti, tra gli altri, Dennis Quaid, Christian Cook, Cary Elwes e Kate Bosworth.
Nel 2018 è nel ruolo di guest star, interpretando Della, in un episodio della serie televisiva Dark Matter e in cinque episodi della serie Wynonna Earp, dove interpreta il doppio ruolo della gemella malvagia Gretta del personaggio ricorrente di Blacksmith. Nel 2019 prende parte come guest star nel ruolo del direttore Rennika, nella serie televisiva di fantascienza Killjoys e appare anche nell'ultima stagione di Mary Kills People, dove interpreta la paziente terminale Lucy Oliviera. Lo stesso anno prende parte anche alla serie Carter, dove interpreta Camille DeMello nel settimo episodio della seconda stagione.
Dal 2019 al 2022 interpreta il personaggio di D. Nhan in Star Trek: Discovery, sesta serie live action del franchise di fantascienza Star Trek. D. Nhan è una Barzana, in forza alla Flotta Stellare come capo della sicurezza della USS Enterprise NCC-1701 capitanata da Christopher Pike (Anson Mount) e con questi si trasferisce sulla USS Discovery NCC-1031. In seguito vi rimane a bordo anche quando la Discovery viene portata nel futuro grazie alla tecnologia dell'Angelo Rosso, seguendo Michael Burnham (Sonequa Martin-Green). Una volta giunta nel XXXII secolo, lascerà l'astronave della Flotta Astrale per rimanere a bordo di un'astronave Barzana, riunendosi al suo popolo, ma in seguito, delusa dall'accoglienza del suo pianeta, si riunirà alla Flotta Stellare come ufficiale della sicurezza, ritornando brevemente a bordo della Discovery per una missione.
Nel 2021 entra a far parte del cast della seconda stagione della serie televisiva Nurses, interpretando Kate Faulkner nei dieci episodi che la compongono. Nel 2022 appare come guest star in Hudson & Rex, al fianco di John Reardon.

## Filmografia

### Attrice

#### Cinema
- Tough Love, regia di Frank A. Caruso (2005)
- American soldiers - Un giorno in Iraq (American Soldiers), regia di Sidney J. Furie (2005)
- Circuit 3: The Street Monk, regia di Jalal Merhi - direct-to-video (2006)
- The Last Liberal Cowboy in All of the U.S. of A., regia di Istvan Dugalin - cortometraggio (2007)
- Cycle of Fear: There Is No End, regia di Manuel H. Da Silva (2008)
- Team Epic, regia di Ryan Knight - direct-to-video (2008)
- Domino Effect, regia di Alex Freitas e Nicole Sykes - direct-to-video (2009)
- Think As Thieves, regia di Thomas Elliott (2009)
- Too Low, regia di Peter Szabo - cortometraggio (2010)
- Anchor Baby, regia di Lonzo Nzekwe (2010)
- Making Sense, regia di Natalie Johnson - cortometraggio (2010)
- Tru Love, regia di Kate Johnston e Shauna MacDonald (2013)
- Siren, regia di Alex Clark - cortometraggio (2014)
- Special Correspondents, regia di Ricky Gervais (2016)
- Dreams, regia di Jhonattan Ardila - cortometraggio (2019)

#### Televisione
- Urban Legends - serie TV, episodio 2x11 (2009)
- Team Epic - serie TV, 4 episodi (2009)
- Werewolves: The Dark Survivors, regia di Edward Bazalgette - film TV (2009)
- How Deaf, How Blind, regia di Keven Albers - cortometraggio TV (2009)
- Connor Undercover - serie TV, episodio 2x21 (2009)
- The 3Shade Show, regia di Shaun Rothman, Varun Saranga e Vas Saranga - episodio 1x07 (2010)
- King - serie TV, episodio 2x04 (2012)
- The Listener - serie TV, episodio 3x08 (2012)
- Played - serie TV, episodi 1x03-1x09 (2013)
- Rookie Blue - serie TV, 22 episodi (2013-2015)
- Republic of Doyle - serie TV, episodio 5x13 (2014)
- Heroes Reborn - miniserie TV, episodi 1x03-1x09 (2015)
- The Art of More - serie TV, 10 episodi (2016)
- Wynonna Earp - serie TV, 5 episodi (2016-2017)
- Dark Matter - serie TV, episodio 3x03 (2017)
- Taken - serie TV, episodio 2x09 (2018)
- Mary Kills People - serie TV, 5 episodi (2019)
- Killjoys - serie TV, 7 episodi (2019)
- Carter - serie TV, episodio 2x07 (2019)
- Star Trek: Discovery - serie TV, 15 episodi (2019-2024)
- Locked in Love, regia di Jesse Lipscombe e Matthew Hackett - miniserie TV, episodio 1x01 (2020)
- Nurses - Nel cuore dell'emergenza (Nurses) - serie TV, 10 episodi (2021)
- Hudson & Rex - serie TV, episodio 4x11 (2022)
- Chucky - serie TV, episodi 3x04-3x05-3x07 (2023-2024)
- Law & Order Toronto: Criminal Intent - serie TV, episodio 1x06 (2024)

### Doppiatrice
- Star Trek Logs - webserie, episodio 2x17 (2022) - D. Nhan

### Regista
- Woodbine QP17 - cortometraggio direct-to-video (2017)
- Woodbine QP18 - cortometraggio direct-to-video (2018)

## Riconoscimenti
- IGN Summer Movie Awards
  - 2019 – Candidatura al miglior cast televisivo per Star Trek: Discovery (condiviso con altri)

## Doppiatrici italiane
Nelle versioni in italiano delle opere in cui ha recitato, Rachael Ancheril è stata doppiata da:
- Chiara Francese in Rooky Blue[4]
- Serena Sigismondo in Star Trek: Discovery[5]
- Valentina Pollani in Nurses - Nel cuore dell'emergenza[6]